# Волтер Манк
Волтер Манк (англ. Walter Munk, 19 жовтня 1917, Відень, Австро-Угорщина — 8 лютого 2019, Ла-Хойя, США) — американський океанолог. Народився у Відні, закінчив Колумбійський університет, отримав докторський ступінь з геофізики у Каліфорнійському університеті. Працював в Інституті океанографії в Каліфорнії, який за його ініціативою надалі був перетворений в Інститут геофізики і фізики планет.
Найважливіші дослідження, проведені Манком, пов'язані з вивченням вітрів, циркуляцією океанів, припливів і хвиль, впливом синхронного обертання Землі і Місяця тощо. Волтер Манк має численні нагороди, в тому числі престижну премію Кіото за досягнення в науці, технології та культурі, а також за внесок у світову цивілізацію і діяльність на благо людства.

## Важливі публікації
- W. H. Munk, "On the wind-driven ocean circulation", J. Meteorol., 7, 79–93; 1950.[7]
- W. H. Munk & E. Palmén, "Note on the Dynamics of the Antarctic Circumpolar Current", Tellus 3, 53–55; 1951.[8]
- W. H. Munk, "Abyssal recipes", Deep Sea Research and Oceanographic Abstracts, Volume 13, Issue 4, August 1966, Pages 707-730.[9]

## Нагороди
- Медаль Артура Л. Дея (1965)
- Золота медаль Королівського астрономічного товариства (1968)
- Гіббсовська лекція (1970)
- Медаль Олександра Агассіза (1976)
- Національна наукова медаль США (1983)
- Бейкерівська лекція (1986)
- Медаль Вільяма Боуї (1989)
- Премія Кіото (1999)
- Премія Крафорда (2010)

У його честь заснована нагорода Walter Munk Award і він був її першим лауреатом.